# Studia humanitatis
Studia humanitatis ('estudis humanístics', literalment 'estudis de la humanitat') o studia humaniora ha estat el terme llatí per designar la totalitat del programa educatiu humanístic des del Renaixement. Aquest es basava en el retorn a l'antiguitat grega i romana, per a la qual l'aprenentatge i el manteniment de la llengua grega i, sobretot, la llengua llatina era un requisit previ. No tots els humanistes del Renaixement tenien un bon coneixement del grec, però sens dubte procuraven obtenir un excel·lent domini del llatí. D'això també se'n deriven les humanitats com a disciplines docents i de recerca.

## Concepte i història
Els humanistes renaixentistes van adoptar el terme humanitas del seu model antic més important, l'orador Ciceró. Ciceró havia subratllat que l'home es diferencia dels animals pel llenguatge, i així va oferir una raó per conrear l'art del llenguatge com quelcom específicament humà que s'havia de situar al centre de l'educació. El seu ideal de l'home culte era l'"orador perfecte" (orator perfectus) d'educació universal. El qual és un estudiós, però el seu aprenentatge no és un fi en si mateix, sinó sempre orientat a la vida pública i política, ja que també és polític. El concepte d'humanitas de Ciceró, adoptat pels humanistes, inclou virtuts com la clemència i la justícia i el comportament benèvol cap als altres éssers humans, però difereix dels conceptes moderns d'humanitat. En contraposició a aquests, no es centra en el respecte a totes les persones i el seu tracte "humà", sinó en l'educació espiritual. «La humanitat» o «filantropia» en el sentit modern és, doncs, només una part de l'humanitas de Ciceró i dels humanistes renaixentistes, un dels fruits dels studia humanitatis .

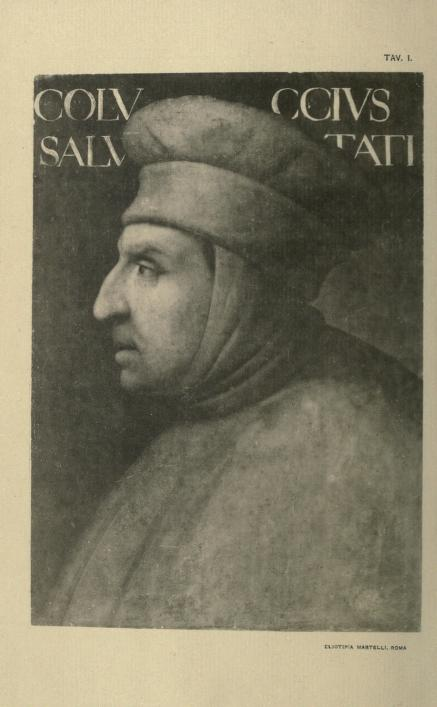
Coluccio Salutati que fou el primer definidor dels Studia humanitatis en un retrat de Cristofano Allori de 1587,

El terme studia humanitatis va ser utilitzat per primera vegada l'any 1369 per l'humanista italià Coluccio Salutati. Salutati incloïa en ell un conjunt de disciplines educatives, és a dir, les àrees temàtiques de gramàtica, retòrica, poesia, filosofia moral (en contraposició a la filosofia natural escolàstica) i història antiga. Eren els temes humanístics. No es van incloure la lògica, la metafísica, les matemàtiques, les ciències naturals, la medicina, la jurisprudència, la teologia i les arts mecàniques. Els studia humanitatis que succeïen i canviaven de les Arts liberals medievals, va servir per delimitar aquestes àrees de coneixement.
A principis del segle xv Leonardo Bruni elogiava el pioner de l'humanisme Francesco Petrarca, per renovar els studia humanitatis que s'havien heretat de l'edat mitjana. Segons el parer dels humanistes italians, Petrarca, que encara no utilitzava aquesta expressió, va ser el fundador dels estudis humanístics. Dels studia humanitatis, a finals del segle xv va derivar la paraula humanista, que inicialment només s'utilitzava en l'argot dels estudiants com a títol de treball per als professors d'assignatures humanístiques. Com a terme per a definir el humanistes (els educats humanistament) humanista no va emprat de forma corrent fins al segle XVI.
Coluccio Salutati va declarar la humanitas com a objectiu educatiu i va ser el primer a establir-hi un programa d'estudis, assumint que les assignatures humanístiques representen una unitat. Sota el terme humanitas va entendre la combinació de virtus (virtut) i doctrina (ensenyament). Va ser una reforma educativa; els humanistes estaven convençuts que el sistema educatiu baixmedieval de l'escolàstica estava desfasat i havia de ser substituït per un concepte completament nou. L'objectiu era alinear els temes humanístics amb la filosofia moral amb finalitats d'aplicació pràctica, és a dir, l'educació de les persones per assolir una personalitat moral basada en models antics. Per això Leonardo Bruni indicà que els studia humanitatis es diuen així perquè "perfeccionen i adornen" l'home. Per tant, segons els humanistes, els educats humanísticament mereixien el màxim respecte social. L'educació hauria de ser més important que el poder polític o militar, la riquesa o la noblesa. Tot allò que no contribueix directament a un estil de vida humà virtuós en el sentit de l'ideal humanista, és a dir, no té cap benefici per a la vida des d'un punt de vista humanista, normalment era rebutjat pels humanistes com a superflu o almenys classificat com a secundari. Entre aquestes incloïen, sobretot, la curiositat científica i l'esforç especulatiu i metafísic pel coneixement.

## Les Humanitats
El concepte d' humanitats és una categorització científica molt estesa als països moderns de parla anglesa, que subsumeix totes les ciències relacionades amb les persones (com a individus o col·lectius). Mentrestant, el terme també ha trobat un àmbit propi a Alemanya.
Les humanitats solen incloure tant les ciències humanes (com la psicologia, l'educació, la geografia, etc.) com les humanitats, incloent la lingüística i la literatura, la filosofia, l'art, la història en el sentit més ampli, així com les ciències socials i l'economia. Les humanitats es remunten al cànon educatiu clàssic d'orientació filològica de l'humanisme renaixentista.
Existeix un corrent historiogràfic que propugna la rehabilitació dels studia humnitatis renaixentistes i la seva tradició humanista. Subratllant la seva original aportació filosòfica i el valor que el seu pensament projecta sobre el segle XXI. Trencant el cert arraconament que a partir de la visió de René Descartes s'ha tingut. Ja que aquest va considerar la tradició humanista únicament com un fenomen d'erudició.